# Sumatra Occidental
Sumatra Occidental (en indonesi Sumatera Barat) és una província d'Indonèsia a la costa oest de l'illa de Sumatra. Té una extensió de 42.297,30 km² i una població de 4.241.000 habitants (2000). La capital és Padang.

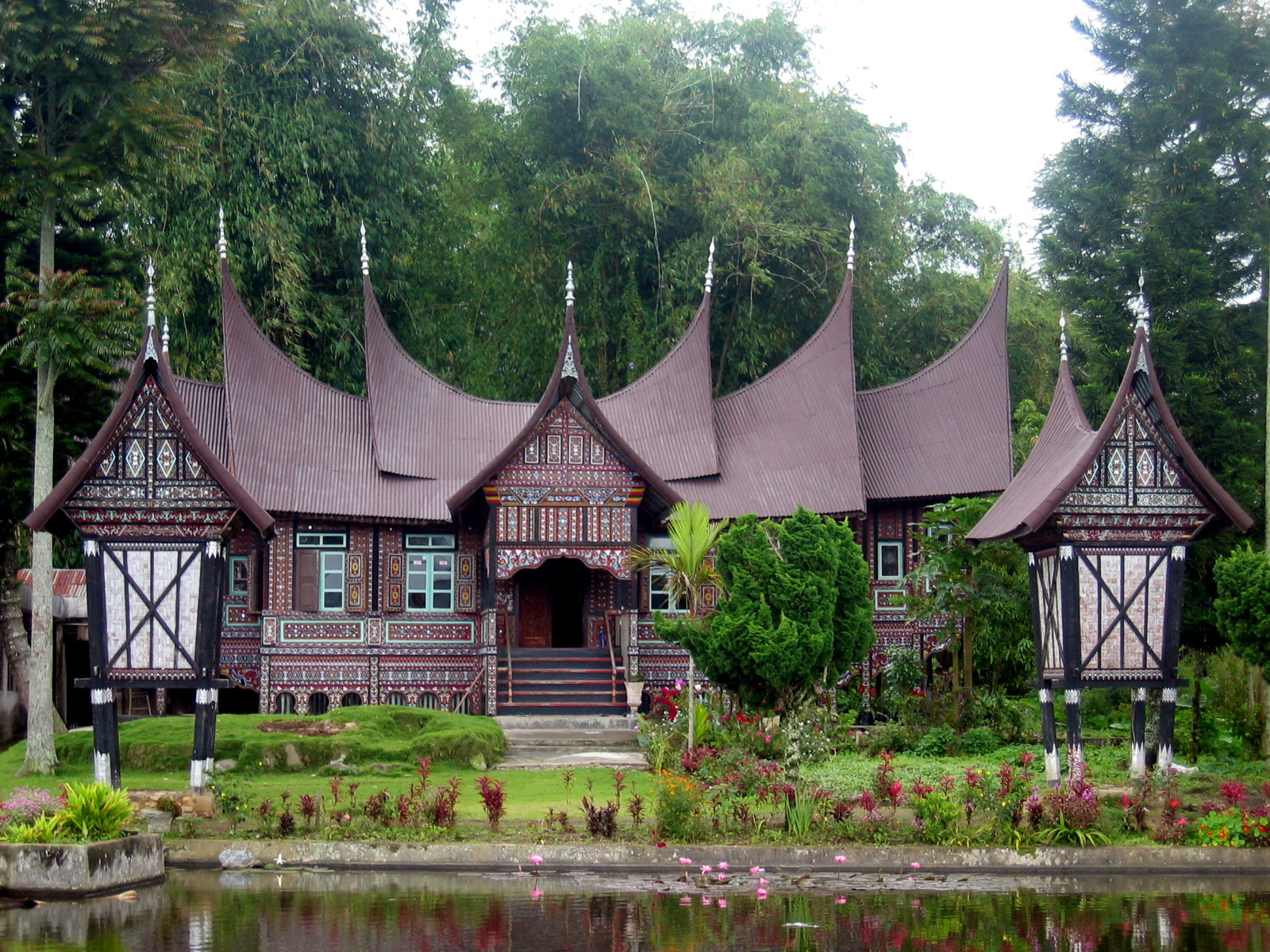
Casa típica (Rumah gadang) dels minangkabau

És el país dels minangkabaus, un poble conegut dels etnòlegs per les seves tradicions matrilineals i matrilocals. Amb els minangkabaus, la terra, els béns immobiliaris i mobiliaris són propietat de les dones. Les mares els transmeten a les seves filles. No tenint els homes res, són obligats a emigrar (merantau) si volen fer fortuna. Tanmateix, el seu deure és de fer avançar el poble amb el seu treball. Els nens porten el nom del clan (suku) de la mare. L'home que en té la responsabilitat no és el pare, sinó l'oncle matern (mamak). Per al matrimoni, és la família de la noia qui va a demanar la mà del noi. La llengua minangkabau, molt propera del malai, és considerada per certs lingüistes com un dialecte del segon.